# Barbara Žefran
Barbara Žefran, slovenska gledališka, televizijska in filmska igralka, *9. december 1971, Ljubljana.
Diplomirala je na Akademiji za gledališče, radio, film in televizijo v Ljubljani in je od leta 2005 članica ansambla Slovenskega narodnega gledališča Drama Ljubljana. Nastopila je v več kratkih filmih, celovečernih filmih Oda Prešernu in Skriti spomin Angele Vode ter TV seriji Naš vsakdanji kruhek.

## Filmografija
- Ekipa Bled (2019, TV serija)
- Naš vsakdanji kruhek (2015, TV serija)
- Stvari, ki jih nisva nikoli naredila (2011, kratki igrani film)
- Apple stand (2010, kratki igrani film)
- Skriti spomin Angele Vode (2009, celovečerni igrani film)
- Vsakdan ni vsak dan (2008, kratki igrani film)
- Rezina življenja (2006, kratki igrani film)
- Tiigra (2001, kratki dokumentarni video)
- Oda Prešernu (2001, celovečerni igrani film)
- Ukinjena proga (1999, TV etuda)
- Veter (1999, TV etuda)